# Dual (film)
Pour les articles homonymes, voir Dual.
Pour plus de détails, voir Fiche technique et Distribution.
Dual est un film américano-finlandais réalisé par Riley Stearns et sorti en 2022.
Il est présenté en avant-première au festival du film de Sundance 2022.

## Synopsis
Dans un futur proche, Sarah est une alcoolique déprimée dans une relation terne avec son petit ami Peter et généralement déconnectée de sa mère harcelante. Un jour, Sarah se réveille et trouve une mare de sang dans son lit et apprend peu après qu'elle est en phase terminale et on lui annonce qu'elle mourra avec certitude. Le médecin admet une marge d'erreur de 2 %, mais insiste sur le fait que la mort de Sarah est certaine. Pour sauver ceux qui lui sont chers de la douleur de la perdre, Sarah opte pour une procédure de clonage d'elle-même afin que son double prenne sa place.
Sarah donne les connaissances de base à son double sur ses intérêts et son style de vie. Cependant, dix mois plus tard, Sarah apprend qu'elle est, inexplicablement, en rémission complète et qu'elle va vivre. Lorsqu'elle arrive chez sa mère pour lui annoncer la bonne nouvelle, elle y retrouve son double ainsi que Peter. Sarah est furieuse de découvrir que son double est en contact avec sa mère depuis un certain temps, contre son gré. La vérité maintenant révélée, Sarah tente de ramener les choses à la normale et exige que son clone soit « mis hors service », mais sa demande est rejetée par Peter, ainsi que par sa mère, qui préfèrent tous deux le clone.
Sarah apprend que son double a demandé à rester en vie, ce qui signifie que, selon la loi, elles devront participer dans un an à un duel à mort médiatisé pour lequel elles doivent se préparer et Sarah suit bientôt des cours d'autodéfense et de combat avec un entraîneur, Trent. Au cours de l'année suivante, Sarah s'améliore à la fois physiquement et mentalement, apprenant à tolérer la violence. Sans le sou, en lieu et place du paiement du dernier mois de formation, elle enseigne la danse hip-hop à Trent. Se sentant en confiance, Sarah rencontre Peter et lui affirme qu'elle ne lui veut aucun mal mais promet de tuer son clone sans remords.
Au milieu d'un test avec Trent, Sarah aperçoit son clone en train de regarder de l'extérieur et la poursuit jusqu'à un terrain de jeu voisin où elles discutent de leur situation avant que le double n'emmène Sarah dans un groupe de soutien pour les personnes qui ont survécu à leurs duels. Puis, les deux Sarah se lient et acceptent de s'échapper de leurs limites pour vivre leur vie. Le lendemain matin, les deux Sarah marchent dans une forêt et Sarah découvre que son double a empoisonné son eau.
Le double finit par arriver seule en retard au duel, mentant qu'elle est l'originale et déclarant que le clone s'est enfui. Après une enquête et une audience au tribunal, un juge la déclare être l'originale, lui permettant ainsi de devenir l'unique Sarah. Cependant, elle se sent bientôt aussi déprimée et insatisfaite que la Sarah originale, portant ses fardeaux tels qu'un Peter sans retenue et une mère adorée (qui savent toutes deux qu'elle est le clone). En conduisant (ce pour quoi elle n'est pas douée), le double s'arrête au milieu d'un rond-point et pleure.

## Fiche technique
Sauf indication contraire, les informations mentionnées dans cette section peuvent être confirmées par la base de données cinématographiques IMDb,  présente dans la section « Liens externes ».
- Titre original : Dual
- Réalisation et scénario : Riley Stearns
- Musique : Emma Ruth Rundle
- Direction artistique : Aki Tarkka
- Décors : Sattva-Hanna Toiviainen
- Costumes : Janne Karjalainen
- Photographie : Michael Ragen
- Montage : Sarah Beth Shapiro
- Production : Nate Bolotin, Maxime Cottray, Lee Kim, Nick Spicer et Riley Stearns

Producteurs délégués : Tyler Gould, Tom Harberd, Matthew Helderman, Phil Hunt, Compton Ross et Luke Taylor
- Sociétés de production : XYZ Films et Film Service Finland Oy ; avec la participation de Metrol Technology, BondIt Media Capital, Head Gear Films et Kreo Films FZ
- Société de distribution : n/a
- Budget : n/a
- Pays de production :  États-Unis,  Finlande
- Langue originale : anglais
- Format : couleur
- Genre : Science-fiction, thriller et comédie dramatique
- Durée : 94 minutes
- Dates de sortie[1] :
  - États-Unis : 23 janvier 2022 (festival de Sundance)
  - Finlande : 18 mars 2022
- Classification[2] :
  - États-Unis : R
  - France : Interdit aux moins de 12 ans en vidéo à la demande et à la télévision.

## Distribution
- Karen Gillan : Sara
- Aaron Paul : Trent
- Theo James : Robert Michaels
- Beulah Koale (en) : Peter
- Maija Paunio (fi) : la mère de Sara

## Production
Le projet est révélé en avril 2020, avec la participation de Karen Gillan, Aaron Paul, Beulah Koale et Jesse Eisenberg,,,.
En raison de la pandémie de Covid-19 aux États-Unis, l'équipe cherche un pays pouvant accueillir le tournage. Après avoir songé au Canada et à la Nouvelle-Zélande, la Finlande est choisie. Les prises de vues durent six semaines,. Le film est également financé par des sociétés de production finlandaises.
Le tournage débute en octobre 2020. Il a lieu principalement dans la ville de Tampere,. Des scènes sont également tournées à Lempäälä et Kangasala.
Après le succès du tournage, la ville de Tampere signe un partenariat avec XYZ Films pour de futurs films,.

## Distinctions

### Récompense
- Saturn Awards 2022 : Meilleur film indépendant

### Sélection
- Festival de Deauville 2022 : sélection officielle